# Sensation (EP)
Sensation (traducido como Sensación) es un EP de la banda de post-hardcore Ink & Dagger. 
Fue publicado sólo en Alemania por el sello Music Is My Heroin, en vinilo 7".

## Listado de canciones
Lado A
| N.º | Título            | Duración |  |
| 1.  | «Mayor Withdrawl» |          |  |

Lado B
| N.º | Título              | Duración |  |
| 1.  | «Part Time Prophet» |          |  |

## Créditos
| Banda - Sean McCabe – voces, programación - Don Devore – guitarras, programación - Christopher Tropea – guitarras - Joshua Brown – bajo - Terence Yerves – batería, percusión | Producción - Eric Horovitz – producción, ingeniero de sonido - Asperinkid – artwork |